# Бон Хом
Окръг Бон Хом (на английски: Bon Homme County) е окръг в щата Южна Дакота, Съединени американски щати. Площта му е 1506 km², а населението – 6984 души (2017). Административен център е град Тиндал.